# Fregata klase Baden-Württemberg
Fregate klase F125 Baden-Württemberg serija su fregata njemačke mornarice koje je dizajnirao i izradio ARGE F125, zajedničko ulaganje Thyssen-Kruppa i Lürssena. Klasa Baden-Württemberg ima najveću istisninu od svih postojećih fregata. Prvenstveno su dizajnirane za pomorske stabilizacijske operacije niskog i srednjeg intenziteta, gdje bi trebale pružiti taktičku vatrenu potporu more-kopno, kontrolu asimetrične prijetnje na moru i potporu specijalnim snagama.

## Dizajn
Za razliku od fregata klase Bremen, koje su izgrađene imajući na umu scenarije iz razdoblja Hladnog rata, fregate klase Baden-Württemberg  imat će znatno poboljšane sposobnosti kopnenog napada. Ovo će bolje odgovarati fregatama u mogućim budućim mirovnim misijama. Iz tih razloga fregate će također montirati nesmrtonosno oružje.

### Opće karakteristike
Glavni ciljevi dizajna jesu smanjeni radarski, infracrveni i akustični potpisi (stealth tehnologija), nešto što je njemačkoj mornarici uvedeno s fregatama klase Brandenburg i dalje razvijeno s fregatama klase Sachsen i korvetama klase Braunschweig.
Drugi važni zahtjevi su duga razdoblja održavanja: fregate klase Baden-Württemberg trebalo bi biti moguće razmjestiti do dvije godine izvan matičnih luka s prosječnim vremenom rada na moru s više od 5000 sati godišnje, što uključuje rad u tropskim uvjetima. Iz tog razloga, strojevi su kombinacija dizel-električnih i plinskih. To omogućuje zamjenu velikih i snažnih dizel motora za propulziju i skupova manjih dizel generatora za proizvodnju električne energije skupom dizel generatora srednje veličine, čime se smanjuje broj različitih motora.
Kako bi se poboljšala sposobnost preživljavanja fregata, važni sustavi postavljeni su po principu dva otoka, tj. prisutni su najmanje dva puta na različitim mjestima unutar broda. To je vidljivo i u nadstrukturama, koje su podijeljene u dva veća piramidalne odjeljka. Antene aktivnog elektronički skeniranog radara Cassidian TRS-4D bit će raspoređene preko dviju piramida. To će osigurati da brod ostane operativan u slučaju ozbiljne štete, kao što su nesreće ili neprijateljske akcije. Također će omogućiti fregatama da zadrže položaj ako je potrebno kada se nešto pokvari, a zamjena nije dostupna.
Početnu seriju od četiri fregate naručila je njemačka mornarica 26. lipnja 2007. godine. Početna serija od četiri broda koštala je oko 2,2 milijarde eura. U travnju 2007. sklopljen je ugovor s Finmeccanicom za isporuku glavnog topa Otobrede 127mm kao i kupole s lakim topovima na daljinsko upravljanje. U početku razmatrani top MONARC od 155 mm, kao i mornarički raketni bacač GMLRS, odbačeni su zbog problema s navalizacijom ovih kopnenih sustava. Dogovor s OTO Melara, dijelom tadašnje Finmeccanice, postao je pogodan jer je Njemačka još uvijek imala uzvratne trgovinske obveze prema Italiji, zbog toga što je Italija kupila dvije njemačke podmornice tipa 212. 
Fregate klase Baden-Württemberg opremljene su jednim glavnim topom od 127 mm, dva automatska topa od 27 mm i sedam mitraljeza od 12,7 mm za obranu od zračnih i površinskih ciljeva. Plovila su također naoružana nesmrtonosnim oružjem, poput vodenih topova i reflektora za neprovokativno odvraćanje i obranu. Osim mogućnosti koje bi mogli pružiti brodski helikopter(i), senzori za protupodmorničko ratovanje nisu integrirani u platformu, dok je sposobnost brodske protuzračne obrane ograničena na relativno kratkodometne obrambene sustave.

## Brodovi u klasi
| Broj zastavice | Ime                 | Graditelj | Položen             | Porinut            | Pušteno u rad    | Status            |
| -------------- | ------------------- | --------- | ------------------- | ------------------ | ---------------- | ----------------- |
| F222           | Baden-Württemberg   | ARGE F125 | 2. studenog 2011.   | 12. prosinca 2013. | 17. lipnja 2019  | U aktivnoj službi |
| F223           | Nordrhein-Westfalen | ARGE F125 | 24. listopada 2012. | 16. travnja 2015.  | 10. lipnja 2020  | U aktivnoj službi |
| F224           | Sachsen-Anhalt      | ARGE F125 | 4. lipnja 2014.     | 4. ožujka 2016.    | 17. svibnja 2021 | U aktivnoj službi |
| F225           | Rheinland-Pfalz     | ARGE F125 | 29. siječnja 2015.  | 24. svibnja 2017.  | 13. srpnja 2022  | U aktivnoj službi |